# ماری‌جوانا در هلند

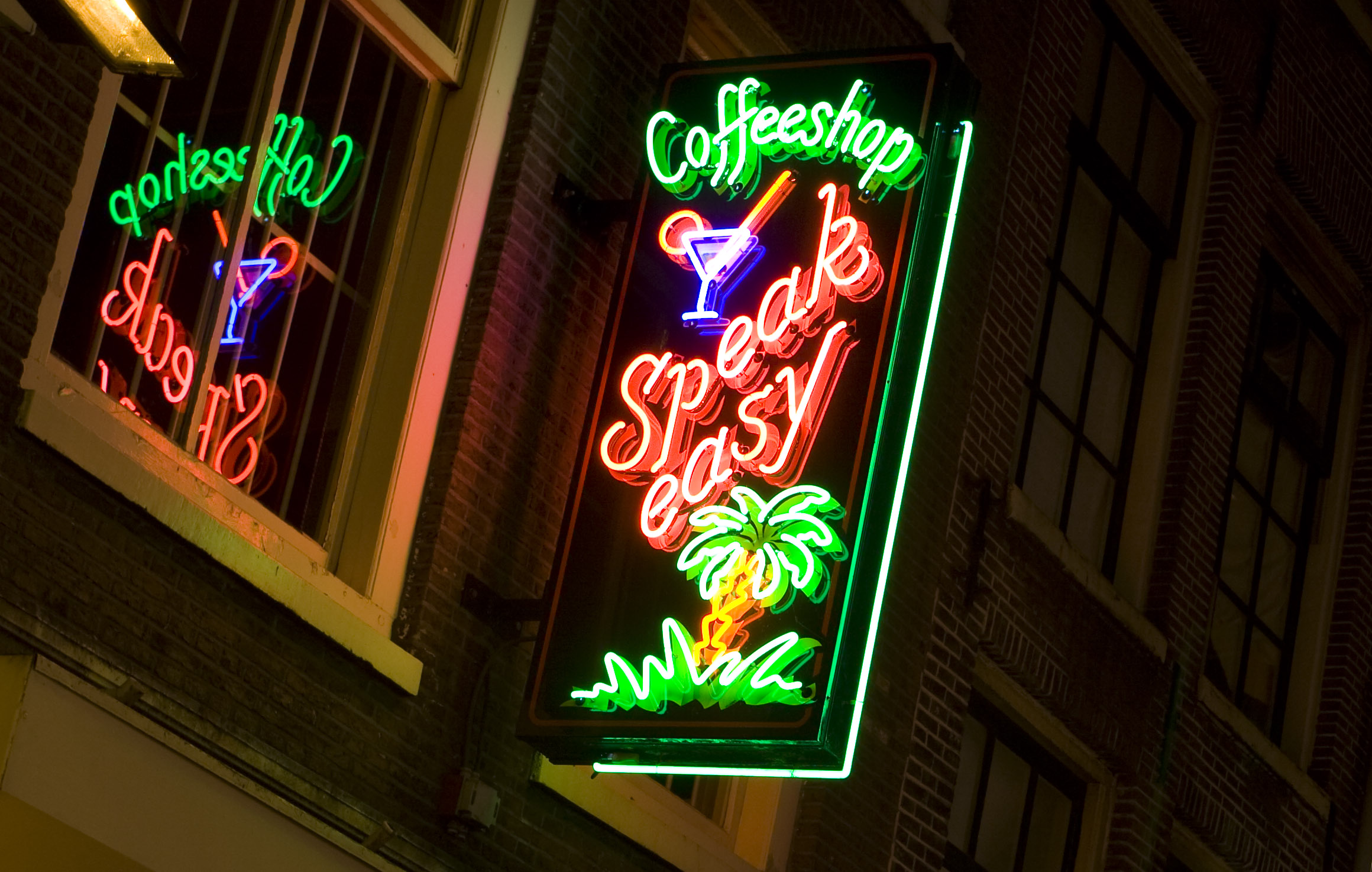
کافی‌شاپ ماری‌جوانا در آمستردام، هلند

ماری‌جوانا در هلند غیرقانونی است، اما برای استفاده شخصی جرم‌زدایی شده است. هلند در رابطه با استفادهٔ تفریحی از ماری‌جوانا سیاست مدارا را برگزیده و این ماده برای فروش در کافی‌شاپ‌ها موجود است.

## ممنوعیت
ماری‌جوانا برای اولین بار در سال ۱۹۵۳ در هلند جرم انگاری شد، که دنبالهٔ قوانین قبلی علیه واردات و صادرات آن در سال ۱۹۲۸ بود. ماری‌جوانا خیلی زودتر و در اوایل قرن بیستم در سورینام مستعمرهٔ هلند و در اندونزی هلندی در سال ۱۹۲۷ ممنوع شده بود.

## تسهیل
در سال ۱۹۷۲، دولت هلند مواد مخدر را به دو دسته پرخطر و کم‌خطر تقسیم کرد که ماری‌جوانا در دسته کم‌خطر قرار داشت. بر این اساس داشتن ۳۰ گرم یا کمتر صرفاً تخطی محسوب می‌شود.

## کافی‌شاپ‌ها
ماری‌جوانا از سال ۱۹۷۶ برای استفاده تفریحی در کافی‌شاپ‌ها در دسترس بوده است. محصولات ماری‌جوانا فقط در «کافی‌شاپ‌های» محلی خاص فروخته می‌شوند و داشتن حداکثر ۵ گرم برای استفادهٔ شخصی جرم‌زدایی شده است. با این حال، پلیس هنوز هم ممکن است آن را مصادره کند، که اغلب در بررسی خودروها در نزدیکی مرز اتفاق می‌افتد. انواع دیگر فروش و حمل‌ونقل آن مجاز نیستند، اگرچه رویکرد کلی نسبت به ماری‌جوانا حتی قبل از جرم زدایی رسمی، برخورد ملایم بود.
اگرچه با خرده‌فروشی ماری‌جوانا مدارا می‌شود، اما تولید، حمل‌ونقل و نگهداری عمدهٔ ماری‌جوانا در خارج از فروشگاه‌های خرده‌فروشی غیرقانونی است؛ هدف این است که محصول بدون آلودگی و با دوز مناسب به دست مصرف‌کننده برسد. پس از قانونی شدن ماری‌جوانا در کشورهای دیگر، برخی از شهرهای هلند در یک پروژه آزمایشی با استفاده از پرورش‌دهندگان و آزمایش‌کننده‌های رسمی تأییدشده در تعیین میزان تی‌اچ‌سی مشارکت می‌کنند.

## ماری‌جوانای پزشکی
از سال ۲۰۰۳، یک داروی تجویزی قانونی به نام "Mediwiet" وجود دارد که در داروخانه‌های هلند موجود است. پنج نوع مختلف ماری‌جوانای پزشکی در هلند وجود دارد. پنجمی حاوی کانابیدیول است و میزان تتراهیدروکانابینول آن تقریباً صفر است.